# Abdukcja (biologia)
Abdukcja (odwodzenie) – ruch kończyny polegający na odchyleniu jej od osi ciała. Mięsień odpowiedzialny za ten ruch nazywany jest abduktorem. Przeciwieństwem abdukcji jest addukcja (przywodzenie).